# Homohypochaeta ucayali
Homohypochaeta ucayali är en tvåvingeart som först beskrevs av Townsend 1929.  Homohypochaeta ucayali ingår i släktet Homohypochaeta och familjen parasitflugor.
Artens utbredningsområde är Peru. Inga underarter finns listade i Catalogue of Life.